# Dopagem sanguínea
Dopagem Sanguínea ou Doping Sanguíneo é o ato em que um atleta retira uma quantidade de seu sangue e o guarda em ambiente refrigerado.
Assim seu sangue irá obter mais hemácias para repor as perdidas, e perto da hora de sua competição ele injeta o sangue guardado, havendo assim hemácias em excesso para transportar o oxigênio para o sangue, havendo assim uma melhora em seu rendimento.
Dopagem Sanguínea ou Doping Sanguíneo pode ser definido como tecnicas realizadas pelos atletas a fim de aumentar a quantidade de hemacias no sangue. 
O doping sanguineo pode ajudar a aumentar a capacidade do atleta para desempenho dos exercicios, ajudando a reduzir a sensação fisiologica de esforço durante a realização de exercicios em altas temperatuas e e grandes altitudes.
O doping se apoia na ideia de que após flebotomia o organismo do atleta entra no estado de eruropoiese buscando o estabelecimento do nivel normal dos eritocitos.
Após a infusao ou reinfusão sanguinea tem-se como consequência uma elevação da hemoglobina plasmatica aumentando assim a capacidade de trasportar O2, consequentemente a capacidade aeróbica.
O doping sanguineo e  considerado um recurso orgogênico no contexto do esporte e desempenho do atlético.

Esses procedimentos do doping alem de ser ilegal, possuem riscos clinicos que podem se graves, além de reduzir o desempenho atletico. Esses riscos são aumentado através do controle medico inadequado, e através da interação entre a desidratação com o exercicio e o stresse ambiantal.  